# 遍照院 (大館市)
遍照院（へんじょういん）は、秋田県大館市上町にある真言宗智山派の寺院。山号は医王山、寺号は長久寺。本尊は不動明王。

## 縁起
慶長5年（1600年）に小場義成の父・小場義宗が常陸国の小田城城主となったが、小田城近くに遍照院長久寺があり、関ヶ原の戦いのあと、佐竹氏が	常陸国より秋田に転封した際に、随伴した小場義成に従って長久寺も秋田の手形東新町の六供屋敷に一緒に秋田入りしたとされる。
慶長15年（1610年）に小場義成が久保田藩 大館城の初代城代となり、それにともなって大館城の東（現在地）に新たに遍照院が建立された。
当初の本尊は薬師如来であったが、戊辰戦争（大館城攻城戦）のおりに、盛岡藩によって大館城が落城すると同時に当寺の堂宇や本尊もそのときに焼失しており、以来本尊を不動明王としている。
なお、常陸国の遍照院長久寺は南北朝時代の至徳3年（1386年）小場大炊之助義躬の開基とし、常陸国佐竹郡小場に創建され、慶長3年（1598年）に小田城に移転して、現在も真言宗豊山派の寺として小田城址の北西（常陸小田駅跡近く）茨城県つくば市小田2716【地図】に現存している。

## 主な行事
火渡り
毎年６月第３土曜日夕刻秋田県内では珍しい火渡りが行われる。
　　　かつては５月１５日に行われていた。

## アクセス
- 所在地：秋田県大館市上町6（大館城跡=桂城公園の東隣）
- 鉄道：JR東日本
  - 奥羽本線・花輪線 大館駅から路線バスまたは循環バス
  - 花輪線 東大館駅から徒歩
- 路線バス 秋北バス・循環バス「ハチ公号」・リムジンバス
  - 市立病院前・大館駅・北秋田市・小坂方面 - 城南小学校前バス停下車、徒歩5分
  - 鳳鳴高校前・扇田・大葛・鹿角方面 - 市役所前バス停下車、徒歩4分